# Pen-y-Bont FC
Pen-y-Bont FC is een Welshe voetbalploeg die uitkomt in de Cymru Premier. De club ontstond in 2013 door de samenvoeging van Bridgend Town FC en Bryntirion Athletic FC. Pen-y-Bont speelt haar thuiswedstrijden in het Kymco Stadion (voorheen Bryntirion Park).

## Prestaties
- Als Bridgend Town
  - 1969 kampioen Voetbal Wales League Division One
  - 1973 kampioen Voetbal Wales League Division One
  - 1979–80 kampioen Southern Football League
  - 1988 winnaar Welsh League Cup
- Als Bryntirion Athletic
  - 2011 kampioen Voetbal Wales League Division One
- Als Pen-y-bont
  - 2018/19 kampioen Voetbal Wales League Division One

## Pen-y-Bont FC
#Q = #kwalificatieronde, T/U = Thuis/Uit, W = Wedstrijd, PUC = punten UEFA coëfficiënten .
Uitslagen vanuit gezichtspunt Pen-y-Bont FC
| Seizoen | Competitie        | Ronde | Land              | Club              | Totaalscore | 1e W    | 2e W       | PUC |
| ------- | ----------------- | ----- | ----------------- | ----------------- | ----------- | ------- | ---------- | --- |
| 2023/24 | Conference League | 1Q    | Vlag van Andorra  | FC Santa Coloma   | 1-3         | 1-1 (T) | 0-2 nv (U) | 0.5 |
| 2025/26 | Conference League | 1Q    | Vlag van Litouwen | FK Kauno Žalgiris | 1-4         | 0-3 (U) | 1-1 (T)    | 0.5 |

Totaal aantal punten voor UEFA coëfficiënten: 1.0
Zie ook
- Deelnemers UEFA-toernooien Wales
- Ranglijst van alle clubs die in de diverse Europa Cups zijn uitgekomen

Aberystwyth Town ·
Bala Town ·
Barry Town ·
Briton Ferry Llansawel ·
Caernarfon Town ·
Cardiff Metropolitan University ·
Connah's Quay Nomads ·
Flint Town United ·
Haverfordwest County ·
Newtown ·
Pen-y-Bont ·
The New Saints